# Tóth Árpád Irodalmi Kör
Tóth Árpád Irodalmi Kör – Aradon alakult 1946-ban, a helyi Alexandru Sahia Irodalmi Kör magyar tagozataként. Az alapító tagok közé tartozott Szántó György, Balla Károly, Bárd Oszkár Róbert műfordító, Korda István, Molnár Tibor, Molnár Sándor, Serestély Béla, Szabó Imre és Varga Zsuzsanna. 1952–56 között Petőfi Sándor Irodalmi Kör néven működött, majd – feltehetően az 1956-os forradalom előkészítő szakaszában közismert szerepet vállalt Petőfi Kör akkori hivatalos (negatív) megítélése miatt – nevet változtatott: 1956 decemberében felvette Arad szülötte, Tóth Árpád nevét.

## Vezetői, működése
Vezetői: Csermői Pál elbeszélő, műfordító (1946–59), Péterfi Árpád tanár (1960–67), Friss Panián Iván újságíró (1967–69), Znorovszky Attila újságíró (1969–80), Ujj János (1980–83), Kenyeres Pál (1983–90), Irházi János újságíró (1990–1992), Bokor Ella és Hábel Géza (1992–2002), végül 2002 óta Regéczy Szabina Perle.
Felolvasásokat, zenés délutánokat, író-olvasó találkozókat tartott kéthetenkénti rendszerességgel; ezekre gyakran meghívtak más városokban élő írókat is: Nagy Istvánt, Asztalos Istvánt, Sütő Andrást, Horváth Imrét, Franyó Zoltánt, Balogh Edgárt, Bajor Andort, Földes Lászlót, Marosi Pétert, Márki Zoltánt, majd az 1980-as években Nemess Lászlót, Markó Bélát és másokat.
1969 után tevékenységi köre kiszélesedett: ebben az időszakban már a város művészeti, zenei, tudományos életének ismert személyiségeit (Ficzay Dénes, Seidner Imre, Balla Károly Róbert, Ódry Mária, Móré Sághi Annamária) is felkérték előadások tartására, de vendégként előadást tartott Temesvárról Toró Tibor, Bukarestből Kovács János és Gálfalvi Zsolt is. Ugyanakkor rendezvényeikkel a környező városokat (Köröskisjenő, Temesvár, Nagyvárad, Nagyszalonta, Borosjenő) és a nagyobb magyarlakta településeket (Pécska, Nagyzerind, Galsa, Nagyiratos, Majláthfalva) is felkeresték. Emlékezetesek voltak az Aradi Tavasz kulturális fesztivál kétévenkénti rendezvényei, amelyeknek keretében a Tóth Árpád Irodalmi Kör vendégei közé tartozott Bajor Andor, Cseke Péter, Jancsik Pál, Kányádi Sándor, Szabó T. Attila, Szász János, Tóth Mária, Tóth Sándor és mások. Közös rendezvények is voltak a temesvári Franyó Zoltán Irodalmi Kör tagjaival Aradon, ill. Temesváron. Az Aradon élő tollforgatók is rendszeresen jelentkeztek a Tóth Árpád Irodalmi Kör összejövetelein novellával, karcolattal, verssel, illetve a helyi lapban, a Vörös Lobogóban önálló oldalakkal. Innen indult el Böszörményi Zoltán, G. Pataki András, Irházi János és Szabó Péter költői-írói pályája.
1982-ben a Tóth Árpád Irodalmi Kör Önarckép címmel, Ujj János, Znorovszky Attila és Kenyeres Pál szerkesztésében, Alaszu Pál címlapjával antológiát is jelentetett meg, amelyben a köri tagok írásait (verseket, novellákat, riportokat, fordításokat, ill. irodalomtörténeti tanulmányokat, folklórkutatások eredményeit) közölték, de helyet kapott benne több olyan írás, amelyek szerzői a helyi hagyományokat elevenítették fel és azok gondozására figyelmeztettek, vagy a szűkebb pátria feltérképezésére vállalkoztak. Szabó Péter aradi költő versei szerepelnek e kötetben.
Az 1989-es romániai forradalom után Aradon újjáéledt a Kölcsey Egyesület, s megalakult az EMKE Arad megyei szervezete, amely elindította az EMKE-füzetek sorozatot. Ebben jelent meg a megye magyar nyelvű irodalmi köreinek újabb antológiája Vagyunk címmel (szerk. Brauch Magda, Arad, 1995), majd a Vagyunk 2. című irodalmi antológia (szerk. Brauch Magda és Matekovits Mihály, uo. 2002). A köri tevékenységben, elsősorban Brauch Magdának köszönhetően, jelentős szerepet kaptak az irodalmi megemlékezések; az előadásokat a Tóth Árpád Irodalmi Kör szavalói (Szűcs Éva, Szűcs Noémi, Czernák Ferenc, Hevesi József, Katona Béla) teszik érdekessé, változatossá. Ugyancsak a Tóth Árpád Irodalmi Kör tollforgatói voltak az állandó munkatársai a Kölcsey Egyesület által 1990-ben újraindított (összesen négy számot megért) Havi Szemlének, amely később, ugyanezzel a címmel 2001 októberéig Pávai Gyula szerkesztésében, majd az emigrációból hazatért Böszörményi Zoltán által létrehozott Nyugati Jelen irodalmi mellékleteként jelent meg.
A Nyugati Jelen lap- és könyvkiadó jelenleg Irodalmi Jelen címmel ad ki lapot, amely már nem csak a helyi erők összefogására törekszik, de országos, sőt a határokon is átterjedő szellemi kisugárzás fóruma.